# تيد كوكس
تيد كوكس (بالإنجليزية: Ted Cox)‏ هو منافس ألعاب قوى أمريكي، ولد في 30 يونيو 1903 في سولت سانت ماري في الولايات المتحدة، وتوفي في 5 نوفمبر 1989.